# Le Rendez-vous (film, 1961)
Pour les articles homonymes, voir Rendez-vous.
Pour plus de détails, voir Fiche technique et Distribution.
Le Rendez-vous (titre italien : L'appuntamento) est un film franco-italien réalisé par Jean Delannoy, sorti en 1961.

## Synopsis
Par hasard, Pierre Larivière retrouve dans un café sa première femme, Madeleine, qui y attend son amant, un photographe de presse plus jeune qu'elle qui opère justement chez John Kellermann, magnat du pétrole devenu, sans sympathie réciproque, le nouveau beau-père de Pierre. Les anciens époux échangent quelques phrases apparemment banales et se séparent. Édith Larivière aime profondément son mari, mais elle est partagée entre lui et son père, dont elle est la secrétaire. Daphné, sa jeune sœur, assez folle de son corps, mène la joyeuse vie des filles richissimes et, ce soir-là, son caprice se porte sur Daniel, le photographe, avec qui elle engage une liaison orageuse. Dans les jours suivants, Pierre revoit Madeleine qui s'aperçoit des infidélités de Daniel. 
Un soir, tandis que Kellermann et Édith sont partis au lancement d'un pétrolier, Madeleine, qui vient de se séparer de Daniel, vient demander un peu d'argent et de réconfort moral à Pierre. Celui-ci lui montre Bruno, leur fils, et se laisse aller à un geste de tendresse que surprend la nurse. Daphné, pendant ce temps, a dîné chez Daniel qui l'a ensuite mise à la porte. Au matin, le petit mufle est trouvé assassiné. L'inspecteur Maillant va essayer d'élucider le mystère. L'arme du crime est un pistolet acheté par Madeleine ; celle-ci cependant a un alibi : à l'heure du crime, elle était avec Pierre, tandis que Daphné a passé la soirée avec Daniel. 
L'enquête se heurte au clan Kellermann : Larivière accepte de témoigner que sa belle-sœur a dîné et passé la soirée fatale avec lui ; c'est donc Madeleine que les Kellermann laisseraient condamner si Pierre ne s'attachait pas à vouloir, malgré tout, prouver son innocence ; mais alors, c'est Daphné qui est soupçonnable, ou Paul, à la fois secrétaire de Kellermann et amant de Daphné. L'inspecteur Maillant et Pierre Larivière découvriront, chacun de leur côté, la vérité, un secret de famille, ignoré de tous, même de Pierre, mais découvert par Daniel : l'existence d'une jeune sœur Kellermann infirme, Catherine, dont le photographe avait su se faire aimer et dont il se servait pour faire chanter le magnat, insistant pour l'épouser afin de rentrer dans le clan. 
Pierre retrouve sa femme et sa petite belle-sœur, Édith part en voiture avec la jeune fille, mais celle-ci se dispute avec son aînée et provoque un accident, où toutes deux sont tuées. John Kellermann prétend alors auprès de l'inspecteur qu'il est l'assassin de Daniel. Cependant l'inspecteur ne le croit pas, et devine que c'est en réalité Édith qui a tué le photographe. Kellerman lui signifie qu'il n'entend pas changer de version.
Pierre et Madeleine renouent, et le film se termine sur l'image de Madeleine qui traverse la plage pour retrouver son fils.

## Fiche technique
- Titre : Le Rendez-vous
- Réalisation : Jean Delannoy
- Scénario : Jean Aurenche, Pierre Bost et Jean Delannoy d'après le roman de Patrick Quentin
- Musique : Paul Misraki
- Photographie : Robert Juillard
- Scripte : Lucie Lichtig
- Production : Léon Carré
- Société de production : Cinétel, Incei Film et Silver Films
- Pays de production :  France et  Italie
- Langue : français
- Couleur : noir et blanc
- Son : Mono
- Genre : Policier et drame
- Durée : 128 minutes
- Dates de sortie : 
  - France : 4 octobre 1961
  - Italie : 6 décembre 1961
- Affiches : Macario Gómez Quibus (Espagne), Jouineau Bourduge (France)

## Distribution
- Annie Girardot : Madeleine
- Jean-Claude Pascal : Pierre
- Pascal Bressy : Bruno
- Marie-Claude Breton : Catherine
- Robert Dalban : Le patron du bistrot
- Lud Germain
- Grégoire Gromoff
- Patrice Habans
- Marcel Loche
- Elsa Maltzer : Ellen
- Tony Murena
- Philippe Noiret : Inspecteur Maillard
- Andréa Parisy : Daphné
- Michel Piccoli : Paul
- Jean-François Poron : Daniel
- George Sanders : J.K./Kellermann
- Odile Versois : Edith